# Ted Albrecht
Theodore Carl Albrecht (Harvey, 8 ottobre 1954) è un ex giocatore di football americano statunitense che ha militato nel ruolo di offensive tackle nella National Football League (NFL).

## Carriera
Al college Albrecht giocò a football a California, venendo premiato come All-American. Fu scelto come quindicesimo assoluto nel Draft NFL 1977 dai Chicago Bears. Dopo la sua prima stagione fu inserito nella formazione ideale dei rookie dalla Pro Football Writers of America. Giocò con i Bears per tutta la carriera fino al 1981, quando problemi alla schiena lo costrinsero al ritiro all'età di 28 anni.

## Palmarès
- PFWA All-Rookie Team - 1977